# Дитячий сад (фільм)
«Дитячий сад» (рос. «Детский сад») — радянський художній фільм 1983 року. Фільм створений  Євгеном Євтушенком на основі його власних спогадів про військове дитинство.

## Сюжет
Під час Німецько-радянської війни головного героя стрічки, хлопчика Женю, відправляють в евакуацію до бабусі в сибірське місто Зима. Поїзд, на якому їде Женя, потрапляє під бомбардування. Хлопчик змушений добиратися до місця призначення пішки, зустрічаючи на своєму шляху різних людей, які залишили відбиток в його пам'яті.

## У ролях
- Сергій Гусак —  Женя
- Галина Стаханова —  бабуся Жені
- Світлана Євстратова —  Ліля
- Ігор Скляр —  батько Жені
- Клаус Марія Брандауер —  німецький офіцер
- Олена Євтушенко —  провідниця
- Микола Караченцов —  злодій Шпиль
- Леонід Марков —  уявний сліпий
- Євген Євтушенко —  дивакуватий шахіст
- Людмила Дребньова —  торговка

## Знімальна група
- Сценарист і режисер-постановник —  Євген Євтушенко
- Оператор-постановник —  Володимир Папян
- Композитор — Гліб Май
- Художник-постановник —  Віктор Юшин